# Поворотные моменты
«Поворотные моменты» (англ. Decision Points), также «Ключевые решения», «Точки принятия решений» и т. д. — политические мемуары 43-го президента США Джорджа Уокера Буша, находившегося у власти в 2001—2009 годах.
Написать книгу Бушу помог его бывший спичрайтер Крис Мичел.
Официальная продажа мемуаров началась 9 ноября 2010 года.
В России мемуары Джорджа Буша опубликовало издательство ОЛМА Медиа Групп.

## Содержание
Мемуары Буша состоят из 481 страницы и разделены на 14 разделов. Первые два раздела рассказывают о его жизни до президентства. В первом о событиях молодости, такие как решение бросить пить в 1986 году. Во втором — его решение баллотироваться на пост губернатора Техаса, а затем президента США. Остальные двенадцать разделов о событиях во время президентства: террористические нападения 11 сентября 2001 года, войны в Ираке и Афганистане, помощь развивающимся странам, внутренние проблемы, ликвидация последствий урагана «Катрина», исследования эмбриональных стволовых клеток, и финансовый кризис 2008 года.